# Adriano Correia Claro
Adriano Correira Claro (Curitiba, 1984. október 26. –) brazil labdarúgó.

## Élete, pályafutása
A Paraná állambeli Curitiba városban született. Itt is kezdett focizni a Coritiba Foot Ball Clubban. 2003-ban a brazil U20-as csapattal megnyerte a világbajnokságot, amelyben többek között a Sevillában és a Barcelonában is csapattárs, Daniel Alves is játszott, majd a 2004-es Copa Americán a felnőtt válogatottban is bemutatkozott.

### Sevilla
2005 januárjában szerződött a Sevillába, ahol 5+1 éves szerződést kötött. Első mérkőzését  január 29-én a címvédő Barcelona ellen játszotta. Az andalúz csapat a hatodikként végzett a bajnokságban, így indulhattak a következő szezonban az Uefa-kupában.
A következő években Adriano többféle szerepben is játszott a Sevillában, részese volt a 2006- és a 2007-es Uefa-kupa sikernek is. A két sorozatban összesen 25 mérkőzésen lépett pályára és 4 gólt szerzett. 2006 szeptemberében újabb 5 évvel hosszabbította meg szerződését. A Sevillával az Európai Szuperkupát is elhódította, amikor Monacóban a Barcelonát 3-0-ra legyőzték. A 2007-es Uefa-kupa döntőjében ő lőtte az első gólt, ahol a Sevilla 2-2-es végeredményt hozó mérkőzésen tizenegyesekkel legyőzte a szintén spanyol Espanyol csapatát. A 2007-es Európai Szuperkupa-döntő előtt, augusztus 26-án a csapattársa, Antonio Puerta elhunyt. A csapatot lesúlytotta a tragédia, a döntőben ki is kaptak az AC Milan gárdájától 3-1-re. A mezeken a Puerta nevet viselték, valamint a lefújás után ünneplés sem volt.
A 2006–2007-es szezont a Sevilla már a harmadik helyen végezte, így indulhatott a Bajnokok Ligájában, ahol az Arsenallal, a román Steauaval és a Sparta Prahával kerültek egy csoportba. A négyesből első helyen jutottak tovább a nyolcaddöntőbe, ahol a török Fenerbahce a visszavágón tizenegyesekkel kiütötte őket.
Első Bl-gólját Glasgowban szerezte a Rangers ellen 2009 szeptemberében. A 2009–2010-es szezont sok sérülés kísérte, de így is játszott 27 mérkőzésen. A Sevilla negyedik lett a bajnokságban a Barcelona, a Real Madrid és a Valencia mögött.

### Barcelona
2010. június 16-án váratlanul aláírt az FC Barcelona csapatához  4+1 éves szerződéssel. A Barcelona 9,5 millió eurót fizet érte, ami emelkedhet a játékos teljesítményétől függően 4 millióval. A kivásárlási árát 90 millió euróban állapították meg. Ő lett ezzel a katalán csapat második igazolása David Villa mögött. Július 17-én írta alá szerződését. Első interjújában azt nyilatkozta, hogy egy álma vált valóra és bemutatása során megcsókolta a csapat címerét is.
A 2010-2011-es szezon során 15 bajnoki mérkőzésen lépett pályára, nem talált a kapuba sem.
A 2011-2012-es szezon során azonban 26 bajnoki mérkőzésen lépett pályára, egy találat is fűződik a nevéhez.
A 2012-2013-as szezonban 23 bajnokin szerepelt, meglepetésre öt gólt szerzett.

## Játékstílusa
Adriano azok a ritka játékosok körébe tartozik, aki mindkét lábával egyformán tudja a labdát kezelni. Képes védőként és középpályásként is játszani, a pálya mindkét szélén.

## Sikerei, díjai

### Klubokban

#### Coritiba FBC
Campeonato Paranaense: 2003,2004

#### Sevilla
- UEFA-kupa – 2006, 2007
- UEFA-szuperkupa – 2006
- Spanyol labdarúgókupa – 2007, 2009
- Spanyol labdarúgó-szuperkupa – 2007

#### Barcelona
- Spanyol bajnokság:

2010–2011, 2012–2013, 2014–2015, 2015–2016
- Spanyol kupa:

2011–2012, 2014–2015, 2015–2016
- Spanyol szuperkupa:

2011, 2013
- UEFA-bajnokok ligája:

2010–2011, 2014–2015
- UEFA-szuperkupa:  2011, 2015
- FIFA-klubvilágbajnokság:

2011, 2015
- Audi kupa: 2011

#### Beşiktaş
- Süper Lig : 2016–17

## Statisztika

### klubokban
Frissítve: 2019. március 16-án:
| Klub           | Szezon         | League         | League          | League | Nemzeti kupa    | Nemzeti kupa | Nemzetközi kupa | Nemzetközi kupa | Egyéb           | Egyéb | Összesen        | Összesen |
| Klub           | Szezon         | Bajnokság      | Pályára lépések | Gólok  | Pályára lépések | Gólok        | Pályára lépések | Gólok           | Pályára lépések | Gólok | Pályára lépések | Gólok    |
| -------------- | -------------- | -------------- | --------------- | ------ | --------------- | ------------ | --------------- | --------------- | --------------- | ----- | --------------- | -------- |
| Sevilla        | 2004–05        | La Liga        | 16              | 2      | —               | —            | 4               | 1               | —               | —     | 20              | 3        |
| Sevilla        | 2005–06        | La Liga        | 32              | 3      | 0               | 0            | 13              | 3               | —               | —     | 45              | 6        |
| Sevilla        | 2006–07        | La Liga        | 26              | 2      | 3               | 0            | 12              | 1               | —               | —     | 41              | 3        |
| Sevilla        | 2007–08        | La Liga        | 27              | 1      | —               | —            | 6               | 0               | 0               | 0     | 33              | 1        |
| Sevilla        | 2008–09        | La Liga        | 29              | 3      | 6               | 1            | 5               | 1               | —               | —     | 40              | 5        |
| Sevilla        | 2009–10        | La Liga        | 27              | 0      | 4               | 0            | 4               | 1               | —               | —     | 35              | 1        |
| Sevilla        | Összesen       | Összesen       | 157             | 11     | 13              | 1            | 44              | 7               | —               | —     | 214             | 19       |
| Barcelona      | 2010–11        | La Liga        | 15              | 0      | 8               | 1            | 6               | 0               | 2               | 0     | 31              | 1        |
| Barcelona      | 2011–12        | La Liga        | 26              | 1      | 3               | 0            | 8               | 0               | 3               | 2     | 40              | 3        |
| Barcelona      | 2012–13        | La Liga        | 23              | 5      | 3               | 1            | 6               | 0               | 2               | 0     | 34              | 6        |
| Barcelona      | 2013–14        | La Liga        | 26              | 3      | 7               | 1            | 5               | 0               | 0               | 0     | 38              | 4        |
| Barcelona      | 2014–15        | La Liga        | 16              | 0      | 4               | 2            | 7               | 0               | —               | —     | 27              | 2        |
| Barcelona      | 2015–16        | La Liga        | 8               | 0      | 6               | 0            | 3               | 1               | 2               | 0     | 19              | 1        |
| Barcelona      | Összesen       | Összesen       | 114             | 9      | 31              | 5            | 35              | 1               | 9               | 2     | 189             | 17       |
| Beşiktaş       | 2016–17        | Süper Lig      | 31              | 1      | 3               | 0            | 10              | 1               | 1               | 0     | 45              | 2        |
| Beşiktaş       | 2017–18        | Süper Lig      | 25              | 2      | 4               | 0            | 6               | 0               | 1               | 0     | 36              | 2        |
| Beşiktaş       | 2018–19        | Süper Lig      | 18              | 0      | 0               | 0            | 7               | 0               | 0               | 0     | 25              | 0        |
| Beşiktaş       | Összesen       | Összesen       | 74              | 3      | 7               | 0            | 23              | 1               | 2               | 0     | 106             | 4        |
| Teljes karrier | Teljes karrier | Teljes karrier | 345             | 24     | 51              | 6            | 102             | 9               | 11              | 2     | 509             | 40       |

1. 1 2 3 4  Pályára lépések az UEFA-kupában
2. ↑  Tizenegy pályára lépések az UEFA-kupában és egy pályára lépés az UEFA-szuperkupán
3. 1 2 3 4 5 6 7 8  Pályára lépések a Bajnokok ligájában
4. 1 2  Pályára lépések a Spanyol Szuperkupában
5. ↑  Hét pályára lépés a Bajnokok ligájában, egy pályára lépés a Szuperkupán
6. ↑  Két pályára lépés a Spanyol Szuperkupában, egy pályára lépés és két gól a Klubvilágbajnokságon
7. ↑  Egy pályára lépés a Spanyol szuperkupában, egy pályára lépés a Klubvilágbajnokságon
8. 1 2  pályára lépés aTörök szuperkupában

### A válogatottban
Frissítve: 2013. február 6-án:
| Nemzet   | Év       | Pályára lépés | Gólok |
| -------- | -------- | ------------- | ----- |
| Brazília | 2003     | 5             | 0     |
| Brazília | 2004     | 1             | 0     |
| Brazília | 2005     | 0             | 0     |
| Brazília | 2006     | 2             | 0     |
| Brazília | 2007     | 0             | 0     |
| Brazília | 2008     | 0             | 0     |
| Brazília | 2009     | 0             | 0     |
| Brazília | 2010     | 1             | 0     |
| Brazília | 2011     | 4             | 0     |
| Brazília | 2012     | 3             | 0     |
| Brazília | 2013     | 1             | 0     |
| Összesen | Összesen | 17            | 0     |

## Válogatott
- 2003-as ifjúsági labdarúgó-világbajnokság
- CONCACAF-aranykupa –2003
- Copa América – 2004